# Lima tenera
Lima tenera är en musselart som beskrevs av Sowerby 1843. Lima tenera ingår i släktet Lima och familjen filmusslor. Inga underarter finns listade i Catalogue of Life.